# Allenville (Illinois)
Pour les articles homonymes, voir Allenville.
Allenville est un village situé au sud-ouest du comté de Moultrie dans l'Illinois, aux États-Unis,. Il est incorporé le 18 septembre 1906.

## Démographie
Lors du recensement de 2010, le village comptait une population de 148 habitants. Elle est estimée, en 2016, à 144 habitants.

### Source de la traduction
- (en) Cet article est partiellement ou en totalité issu de l’article de Wikipédia en anglais intitulé « Allenville, Illinois » (voir la liste des auteurs).